# Ochodontia sareptanaria
Ochodontia sareptanaria är en fjärilsart som beskrevs av Freyer 1842. Ochodontia sareptanaria ingår i släktet Ochodontia och familjen mätare. Inga underarter finns listade i Catalogue of Life.